# 1674 w polityce

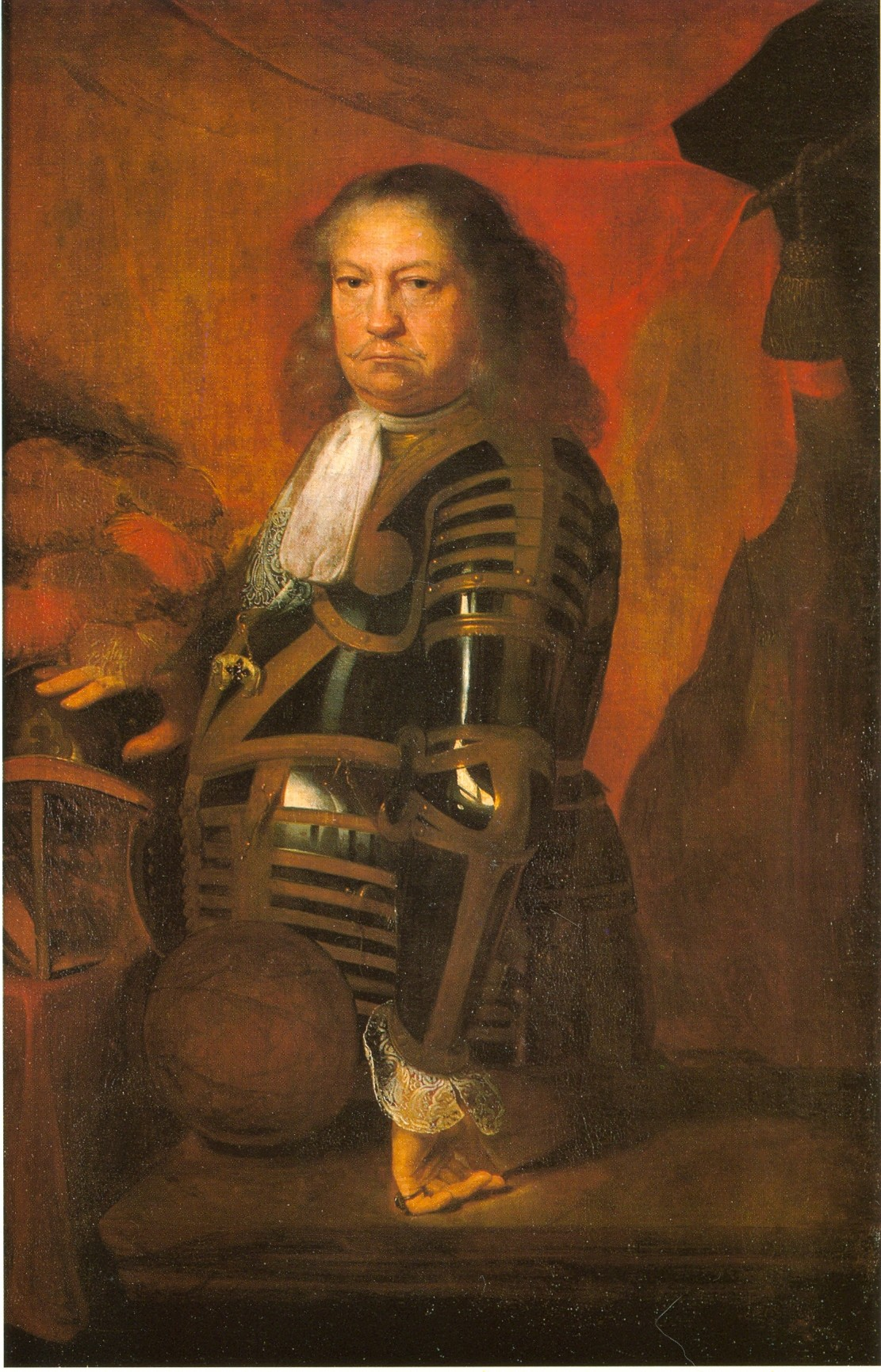
Eberhard III Wirtemberski

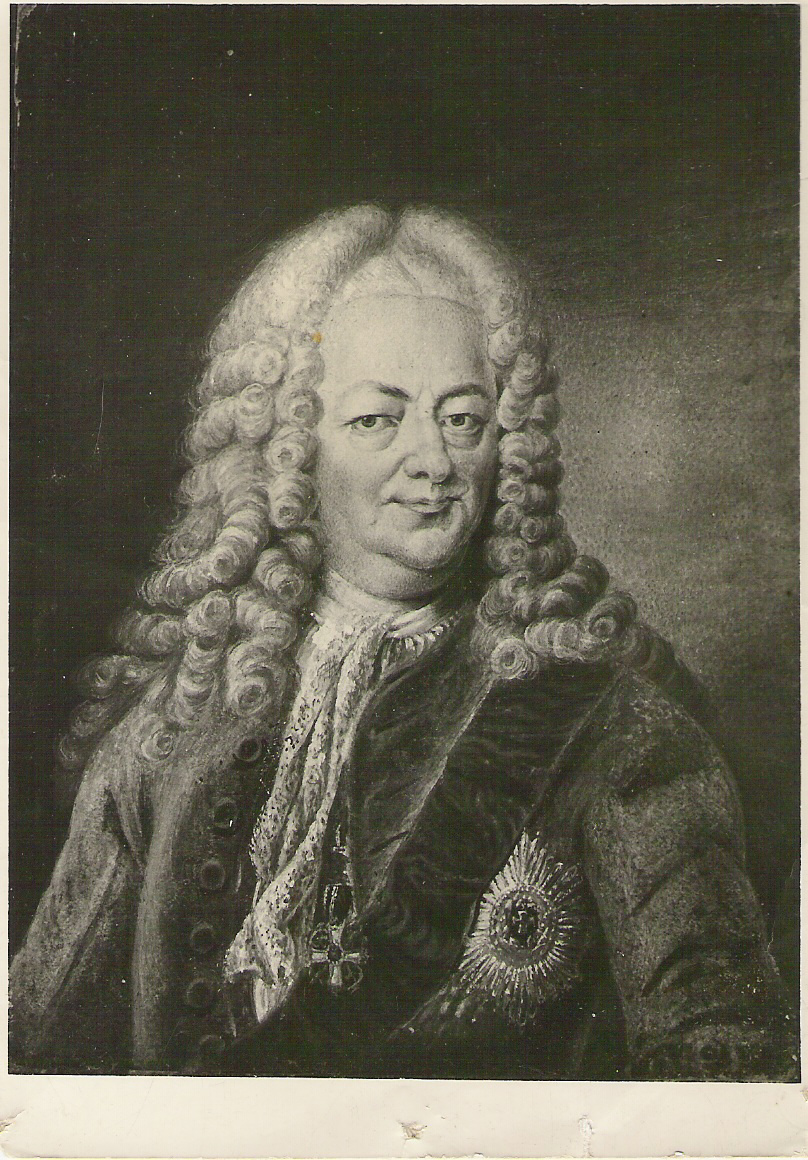
Iver Rosenkrantz

Wydarzenia polityczne w 1674 roku.

## Urodzeni
- 5 grudnia — Iver Rosenkrantz, duński polityk i dyplomata[1].

## Zmarli
- 23 marca — Henry Cromwell, angielski polityk republikański[2].
- 15 maja — Kazimierz Florian Czartoryski, prymas Polski[3][4].
- 2 lipca — Eberhard III, książę Wirtembergii[5].